# Новопавлівська сільська рада (Великоолександрівський район)
Новопа́влівська сільська́ ра́да — адміністративно-територіальна одиниця та орган місцевого самоврядування в Великоолександрівському районі Херсонської області. Адміністративний центр — село Новопавлівка.

## Загальні відомості
- Територія ради: 2,699 км²
- Населення ради: 862 особи (станом на 2001 рік)

## Населені пункти
Сільській раді підпорядковані населені пункти:
- с. Новопавлівка
- с. Буцівське

## Склад ради
Рада складається з 14 депутатів та голови.
- Голова ради: Горєліков Олександр Михайлович
- Секретар ради: Красота Ганна Дмитрівна

### Керівний склад попередніх скликань
| Прізвище, ім'я, по батькові    | Основні відомості                                                               | Дата обрання | Дата звільнення |
| ------------------------------ | ------------------------------------------------------------------------------- | ------------ | --------------- |
| Деменський Анатолій Іванович   | Сільський голова, 1944 року народження, член Конгресу Українських Націоналістів | 26.03.2006   | 01.02.2008      |
| Горєліков Олександр Михайлович | Сільський голова, 1962 року народження, освіта вища, член Народної партії       | 31.10.2010   |                 |

Примітка: таблиця складена за даними сайту Верховної Ради України

### Депутати
За результатами місцевих виборів 2010 року депутатами ради стали:

#### За суб'єктами висування
| Суб'єкт висування           | Кількість обраних депутатів | %    |
| --------------------------- | --------------------------- | ---- |
| Партія регіонів             | 11                          | 78,6 |
| Комуністична партія України | 3                           | 21,4 |

#### За округами
| № округу                    | Прізвище, ім'я, по батькові     | Дата визнання обраним | Освіта             | Партійна приналежність            | Відомості про обраного депутата                         |
| --------------------------- | ------------------------------- | --------------------- | ------------------ | --------------------------------- | ------------------------------------------------------- |
| Комуністична партія України |                                 |                       |                    |                                   |                                                         |
| 4                           | Сисюк Станіслав Михайлович      | 01.11.2010            | середня            | член Комуністичної партії України | тимчасово не працює                                     |
| 12                          | Мисливець Юрій Миколайович      | 01.11.2010            | середня спеціальна | член Комуністичної партії України | TOB «Терра Юкрейн», різноробочий                        |
| 14                          | Власенко Юрій Анатолійович      | 01.11.2010            | середня            | член Комуністичної партії України | TOB «Терра Юкрейн», різноробочий                        |
| Партія регіонів             |                                 |                       |                    |                                   |                                                         |
| 1                           | Семенченко Ганна Євгеніївна     | 01.11.2010            | середня            | позапартійна                      | тимчасово не працює                                     |
| 2                           | Красота Ганна Дмитрівна         | 01.11.2010            | вища               | позапартійна                      | Новопавлівська сільська рада, секретар                  |
| 3                           | Сміцька Галина Василівна        | 01.11.2010            | середня спеціальна | член Партії регіонів              | Новопавлівський фельдшерський пункт, завідувачка        |
| 5                           | Зима Олександра Миколаївна      | 01.11.2010            | середня спеціальна | позапартійна                      | Новопавлівська бібліотека, завідувачка                  |
| 6                           | Столяревська Наталія Вікторівна | 01.11.2010            | середня спеціальна | позапартійна                      | Новопавлівська сільська рада, касир                     |
| 7                           | Милкіна Галина Афанасіївна      | 01.11.2010            | середня            | член Партії регіонів              | Новопавлівське відділення зв'язку, начальник відділення |
| 8                           | Семенченко Олексій Анатолійович | 01.11.2010            | вища               | позапартійний                     | Новопавлівська загальноосвітня школа I-III ст., вчитель |
| 9                           | Семенченко Оксана Анатоліївна   | 01.11.2010            | середня спеціальна | член Партії регіонів              | тимчасово не працює                                     |
| 10                          | Федощенко Олена Сергіївна       | 01.11.2010            | вища               | позапартійна                      | Новопавлівська сільська рада, землевпорядник            |
| 11                          | Чернушка Сергій Анатолійович    | 01.11.2010            | середня            | позапартійний                     | тимчасово не працює                                     |
| 13                          | Кухаренко Тетяна Іванівна       | 01.11.2010            | середня спеціальна | позапартійна                      | Новопавлівська загальноосвітня школа I–III ст., вчитель |